# Ополе (адміністративна одиниця)
Ополе (лат. vicinia) — слов'янська територіально-родова спільнота племінного періоду, у феодальні часи — найнижча адміністративно-податкова одиниця середньовічної Польщі. Більш великі ополе пізніше були переформатовані у міські округи (каштелянії; пол. kasztelania), дрібніші — у підокруги. Нинішнім аналогом ополе є гміна. Аналогічні одиниці були також на інших слов'янських землях — на Русі (погост) та в Чехії (жупа).

## Походження та значення терміна
Ополе — одна з найдавніших слов'янських територіальних одиниць, що мала місце на території ранньосередньовічної Польської держави. Перші ополе почали формуватися ще у переддержавні часи, у I тисячолітті. Термін характеризує як локальне поселення, організоване навколо поля, на якому господарювали члени територіальної спільноти та яке було основою їх життєдіяльності, так і територію, яку вони населяли.
У документах мешканці ополь згадуються як опольники. Протягом XIV—XV століть ця назва зазнавала трансформацій: у 1390 — opolnici, у 1399 — opolnici та opolnik, у 1400 — opolniczi, у 1405 — opolniki, у 1432 — opolniczy. Опольники щороку сплачували опольне — данину у вигляді волу та корови, що відображається в документах 1213, 1243 та 1253 (Дипломатичний кодекс Великої Польщі).
Організація поселень типу «ополе» мала місце до пізнього Середньовіччя та охоплювала всю територію тодішньої Польщі. Найбільша концентрація таких поселень спостерігалась у Великій Польщі. Релікти «опольних» поселень проступали і у XV столітті (осади, «старчі» (пол. starczy)).. Безпосередньо від терміна «ополе» походить і ряд географічних назв Польщі — місто Ополе (Опольське воєводство), місто Ополе-Любельське (Люблінське воєводство), село Ополе (Люблінське воєводство), село Ополе-Сьверчина (Мазовецьке воєводство), села Старе Ополе та Нове Ополе (Мазовецьке воєводство), село Ополе (Лодзинське воєводство) та ін. В Україні є регіон Опілля, назва якого має таку саму етимологію.

## Історичні джерела
Перші середньовічні записи назви ополе багаторазово зустрічалися у 1136, 1251, 1257, 1262, 1277, 1279, 1280, 1284, 1291, 1294, 1326, 1398, 1399, 1403, 1404, 1417, 1437—77 та 1480.
Назва ополе з'являється у Гнезненській буллі Папи Римського Іннокентія II, датованій 7 липня 1136 (виставлена в Пізі), у якій можна знайти перші відомі записи польських назв місцевостей та імен. У буллі згадується ополе, що входить до складу провінції Жнін, що у Великій Польщі. Жнінське ополе згадується разом з поселеннями Хоцян, Суліслав, Мілей, Доброш, Вшебонд, Вишима (Вишана), Радоцєх, Кожушек, Жук, Надзєй, Мілош, Воліш, Джвіжен, Кроставєц, Голи, Крост, Куша, Домашка, Радош, Сьострох, Нєсул, Цєплєш, Мілачек, Могілек, Собєнта та Нєміжиш, що входили до його складу. Існування ополь на території Малопольщі фіксує Дипломатичний кодекс Краківської кафедри. У привілеї Болеслава Сором'язливого для бенедиктинців говориться: Sint eciam preter opolie et extra ipsius soluciones... На території нинішнього Лодзинського воєводства знаходилося шість ополь: Лечицьке, Спіцимерське, Сєрадзьке, Розпєрське, Вольборське та найменше Хропське, відоме з XI століття з документів доби Середньовіччя Краківської капітули.

## Обсяги
Територіальні спільноти типу «ополе» мали різні обсяги в залежності від густоти населення та фізико-географічних умов. У середньому площа таких поселень складала приблизно 100-200 км2 та не перевищувала 250 км2. Однак є згадки про дуже великі ополе — наприклад, ополе, розташоване на сєрадзько-ленчицькій землі, досягало 500 км2. До його складу входило від кількох до кільканадцяти сіл разом з прилеглими територіями. У XIII столітті ополе складалося зазвичай з декількох сіл, об'єднаних спільною організацією, яка охоплювала селян, феодалів та лицарів, що мешкали на власних землях, розташованих на його території.

## Організація
В ополе мешкали в основному селяни та дрібні лицарі, кожна родина мала своє окреме господарство, однак при цьому пасовиська, ліси та водойми перебували у спільному користуванні. У ранньофеодальний період ополе було найнижчою територіальною адміністративно-податковою одиницею. Мешканці зобов'язані були платити данину представникам місцевої влади. У ранній Польській державі ополе в адміністративному плані було підпорядковане каштелянії (повяту).
Влада в ополе належала племінній старшині — старцю, який обирався з місцевих мешканців. Завданням його було винесення вироків та рішень згідно зі звичаєвим правом, що діяло в конкретній племінній спільноті. Рішення, що потребувало підтримки всього суспільства, виносилося на зборах, на яких старшина виконував дорадчу функцію. Старці виступали також свідками в суперечках щодо меж господарств. У разі скоєння злочину винного карали, виключали з племені або виганяли за межі ополе. 
У випадку війни ополе об'єднувалися між собою та виставляли спільне збройне формування для оборони своїх меж. Однак це формування не могло бути частиною місцевих владних військових формувань, оскільки було зобов'язане обороняти лише власну територію.